# Witold Filus

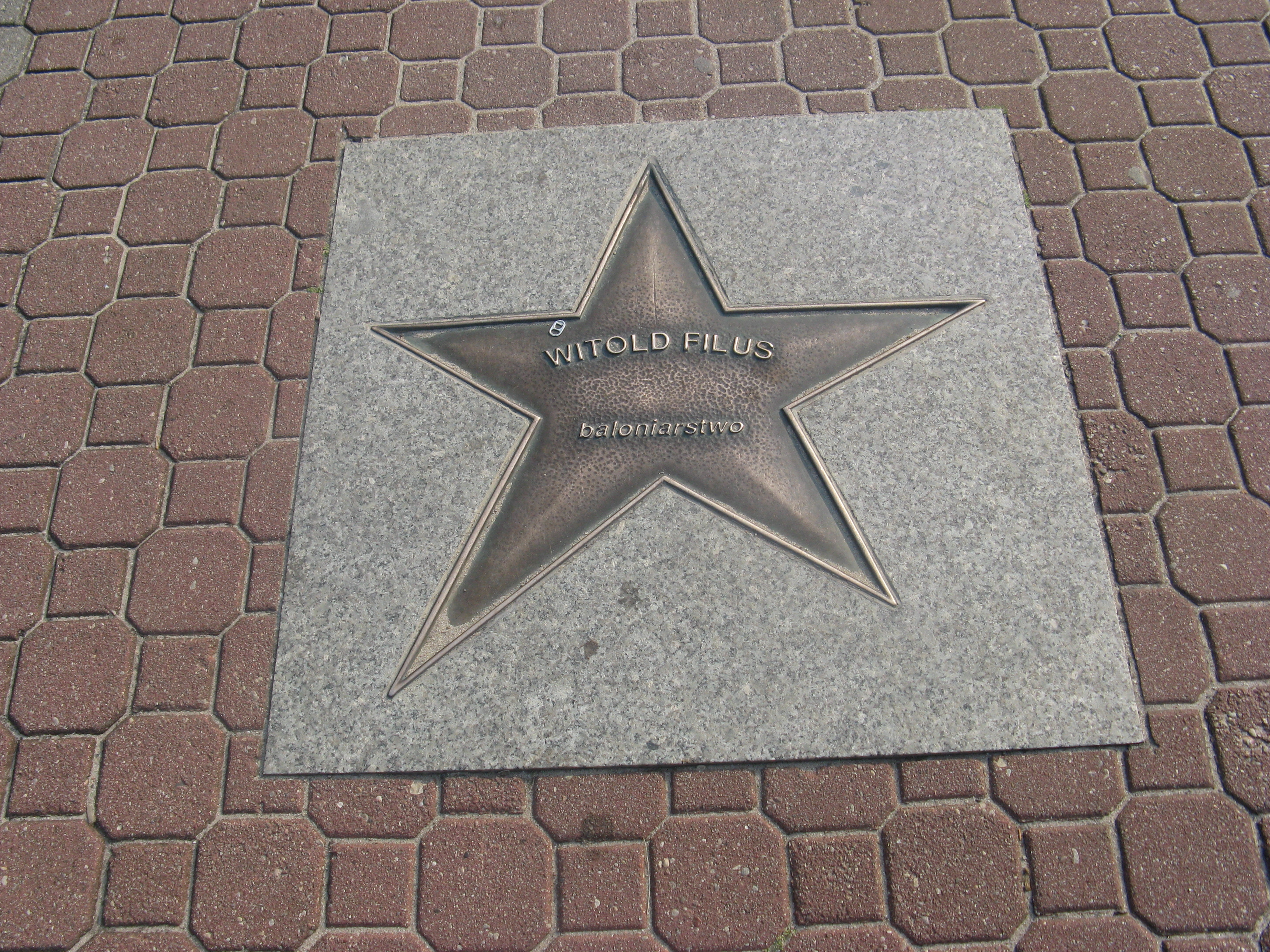
Gwiazda w Alei Gwiazd Sportu we Władysławowie

Witold Filus (ur. 14 maja 1957) – dr inż. instr. pil. prezes Polskiego Stowarzyszenia Sportów Powietrznych.
W latach 1982–1996 pracownik naukowy Politechniki Śląskiej. Od 1997 roku pracuje w PLL LOT. Kapitan na B767. Instruktor balonowy, szybowcowy i samolotowy I klasy.
Entuzjasta sportu balonowego, od 1997 roku w balonowej kadrze Polski. Zdobył 5 Pucharów Polski na 7 rozegranych, sześciokrotny Mistrz Polski, dwa razy zdobył srebrny medal w Pucharze Europy, wygrał wiele prestiżowych zawodów międzynarodowych, brał udział we wszystkich Mistrzostwach Świata rozgrywanych od 1996 roku. Założyciel Skywalkers Balloon Club.
W 2007 roku został uhonorowany tablicą w Alei Gwiazd Sportu we Władysławowie jako pierwszy przedstawiciel polskiego baloniarstwa.